# Sil (Ukraine)
Sil (en ukrainien : Сіль) est une ville de l'Ukraine de l'oblast de Transcarpatie. Elle se trouve dans le Parc national de l'Ouj.

## Géographie
Traversé par la rivière Ouj.

## Église Saint-Basile de Sil
L'église est classée comme monument national ukrainien.

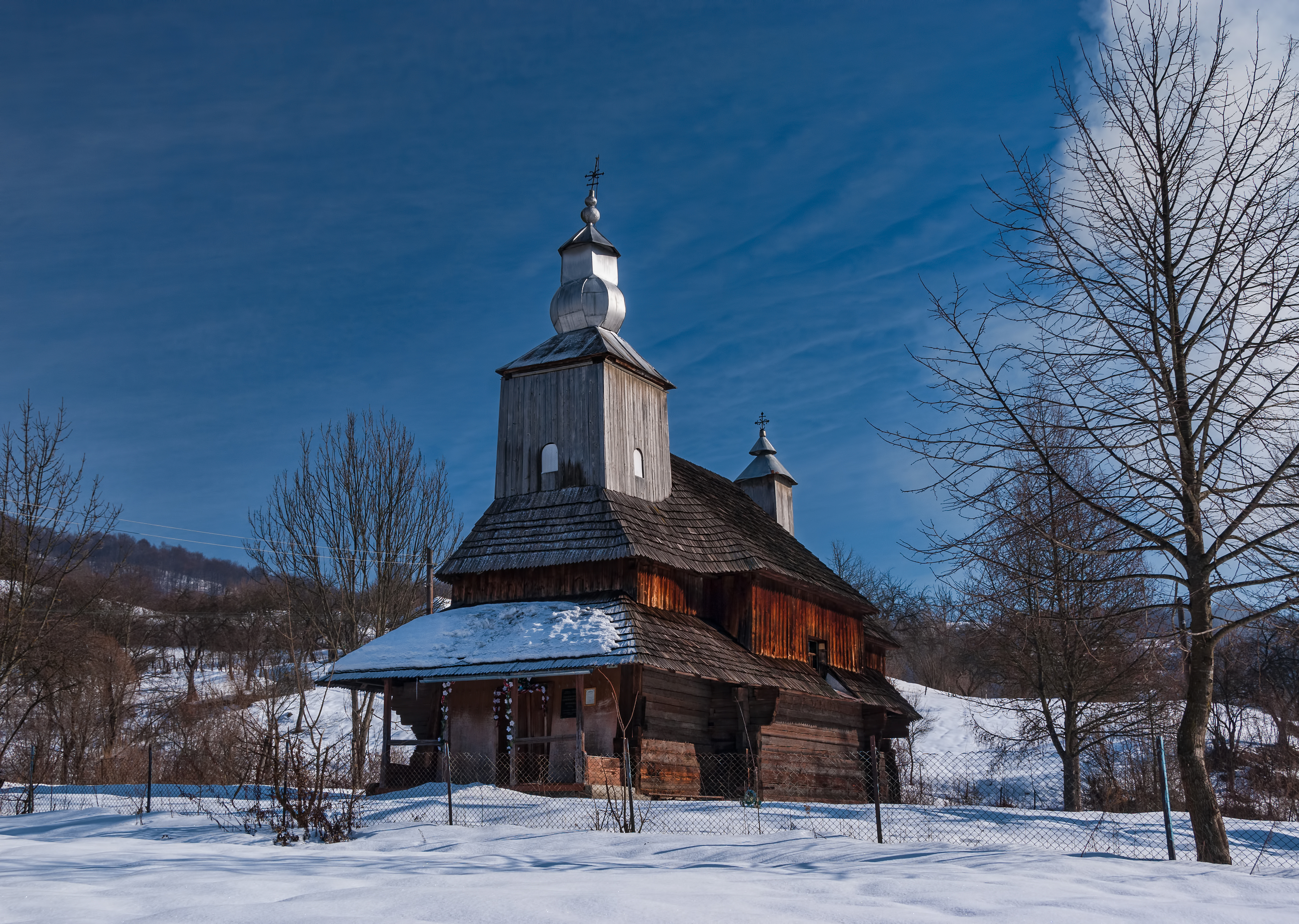
église st-Basile,
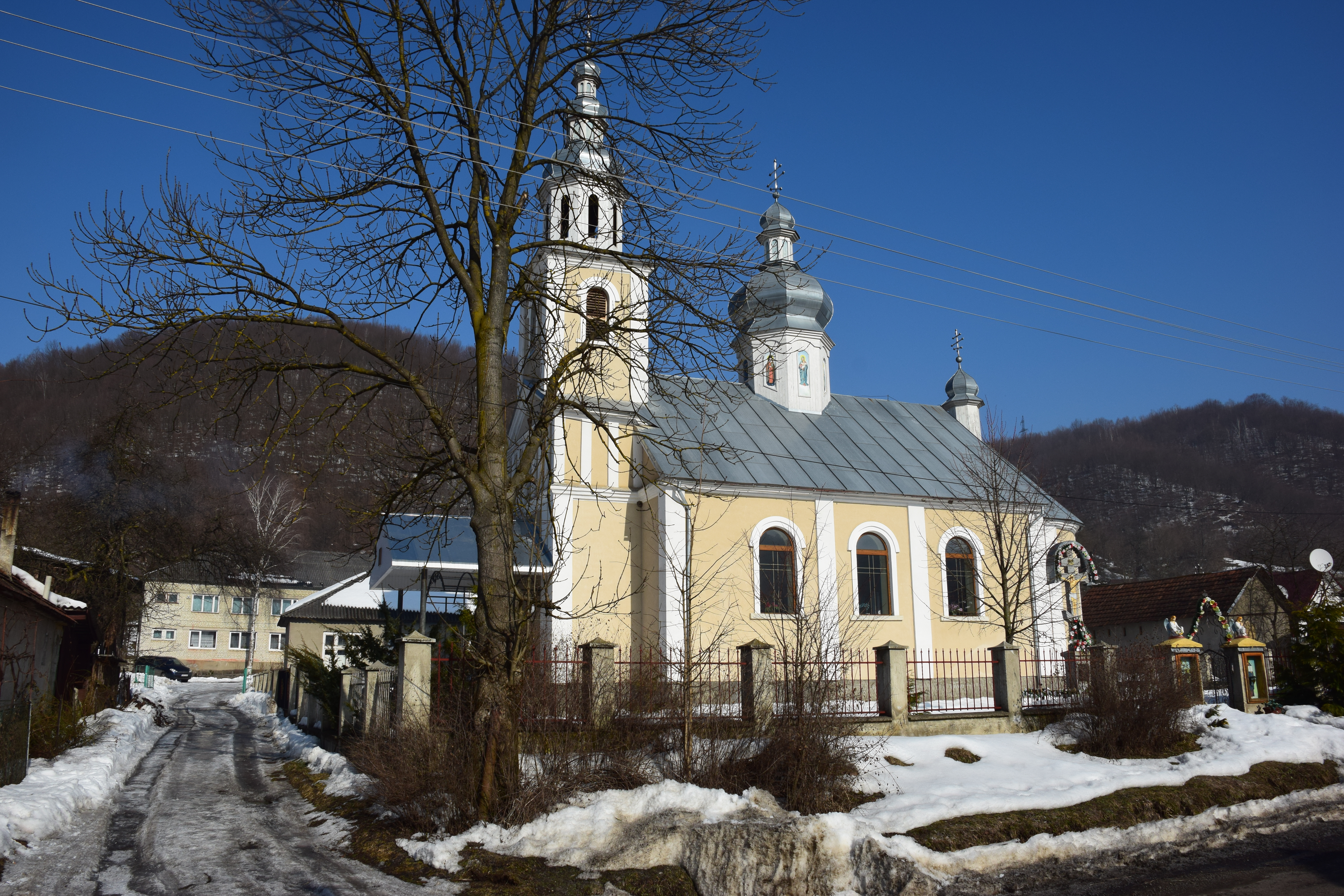
église orthodoxe.